# Resilienza dei grani antichi siciliani

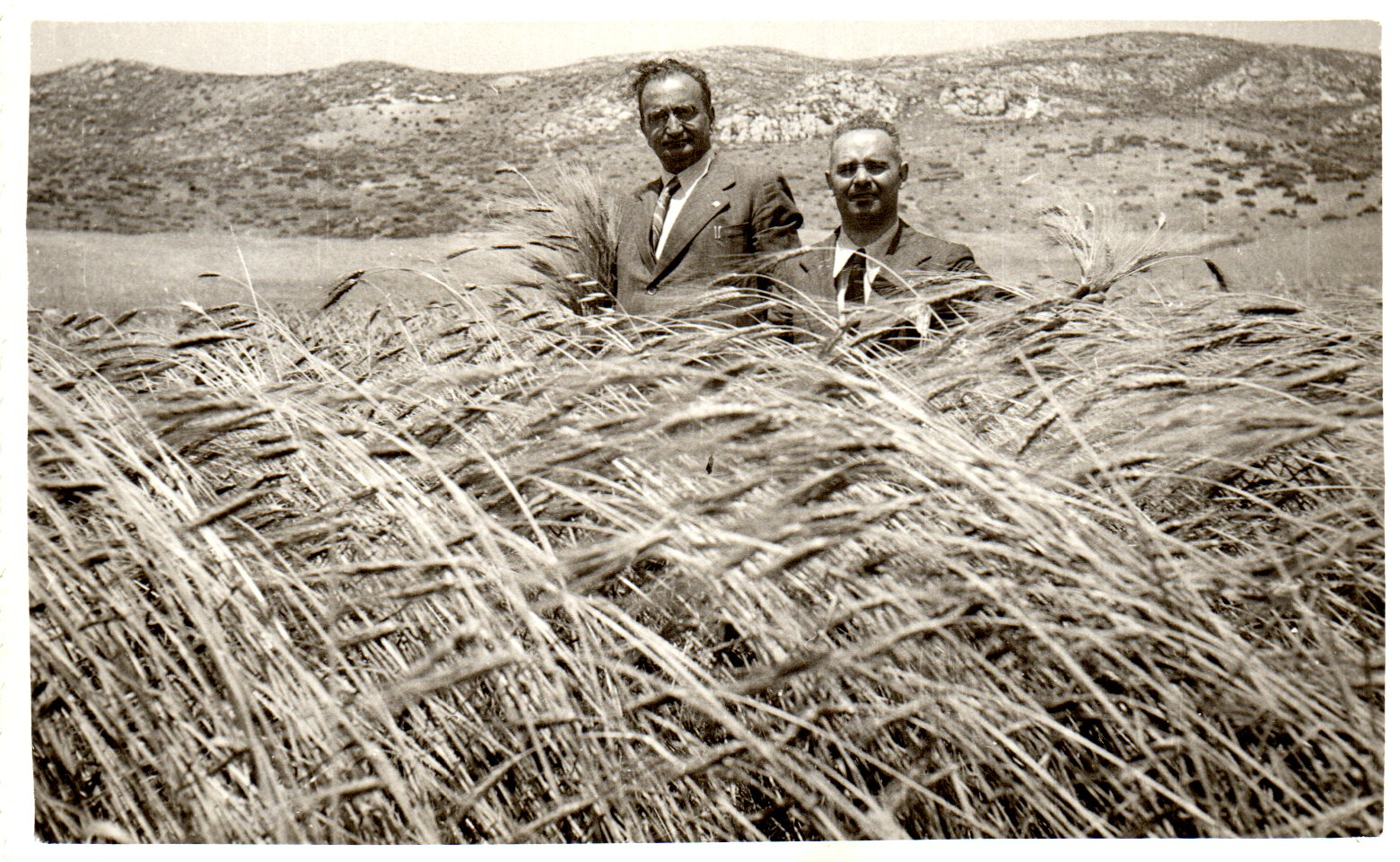
Campo di grano russello a Mazzarino nel 1939

In biologia e in ecologia la resilienza esprime la capacità di un sistema di ritornare a uno stato di equilibrio in seguito ad un evento perturbante; in altri termini è la capacità di autoripararsi dopo uno stress ambientale e la capacità di riuscire a riorganizzare positivamente la propria vita nonostante situazioni difficili.
Le varietà antiche di grano hanno un contenuto nutrizionale migliore rispetto a quelle moderne, anche se presentano minori proprietà reologiche e producono un pane di minor volume. 
La transizione dalle varietà antiche a quelle moderne, nel dopo guerra, ha portato nella panificazione e non solo ad una maggiore resa e forza del glutine, ma nel contempo ad un contenuto proteico inferiore ed una minor qualità organolettica.
Una ricerca del 2021 ha mostrato come il grano duro moderno mostra uniformità di comportamento reologico, mentre gli antichi genotipi mostravano una grande variabilità nelle caratteristiche finali del pane; inoltre, i grani antichi hanno proprietà sanitarie benefiche rispetto a quelle delle varietà di grano moderno. 
Va però detto che la letteratura più autorevole pone dubbi al riguardo, necessitando l'argomento di studi più ampi e comprendenti un numero maggiore di varietà da studiare.
Agronpmicamente oggi le varietà autoctone, o varietà antiche di grano, sono una fonte preziosa di alleli unici, pur avendo le varietà moderne indubbi vantaggi agronomici.

## Cereacultura in Italia e Sicilia
L'Italia gioca un ruolo significativo nella produzione di grano duro in Europa, soprattutto grazie all'importanza economica dell'industria della pasta, che ha stimolato l'intenso lavoro di miglioramento genetico sin dall'inizio del XX secolo. 
In particolare, la Sicilia, dove la semola di grano duro è utilizzata anche per la produzione di pane, è la seconda regione italiana per produzione di questo cereale, con quasi 264.000 ettari coltivati e oltre 682.000 tonnellate di grano prodotte, secondo i dati ISTAT del 2022.
(Giuseppe Li Rosi (Presidente dell'associazione Simenza) in:  Grani antichi, oro di Sicilia. L'isola capitale della biodiversità, su FocuSicilia, 22 luglio 2021. URL consultato il 23 aprile 2024.)

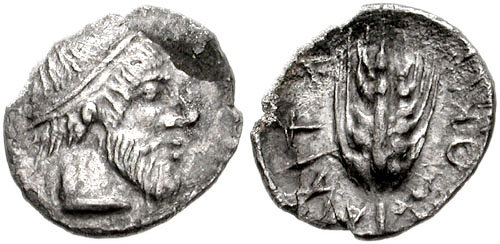
Moneta litra - Testa maschile barbata con taenia (fascia sui capelli)
e Spiga di grano; Sicilia, Morgantina. 465 a.C.

Per resilienza dei grani antichi siciliani in ambito agronomico ci si riferisce ad un aspetto fondamentale che li rende particolarmente preziosi nell'agricoltura moderna e nella conservazione della biodiversità; in particolare si intende la capacità di queste varietà di adattarsi a condizioni ambientali avverse, resistere alle malattie e sostenere una coltivazione sostenibile nel lungo periodo. Infatti, i grani antichi siciliani sono stati coltivati per secoli in condizioni ambientali e climatiche spesso difficili. Questo li ha resi naturalmente più robusti rispetto alle varietà moderne che sono state selezionate principalmente per alte rese e caratteristiche industriali.
Nei primi studi ad opera di Prestianni (1926) riuscì ad elencare 52 varietà, ma successivamente Emanuele de Cillis (1942) riconobbe 45 varietà, quindi già nel 1942 alcune varietà si erano perse per sempre. 
Nel 1973 sono state descritte da Perrino le caratteristiche morfologiche di 32 cultivar principali suddivise in 17 varienti botaniche presenti sul territorio siciliano, registrando 36 caratteri morfologici della spiga.
Oggi ancora la Sicilia è nota per la sua produzione di grani antichi, con il 50% delle varietà italiane provenienti dall'isola. Sono coltivate 52 varietà, di cui 5 di grano tenero e 48 di grano duro. Tra queste, 27 sono iscritte nel Registro nazionale delle Varietà da conservazione, e 3 sono state recentemente riscoperte: il Niuru, la Cannara e il Tiraditto.

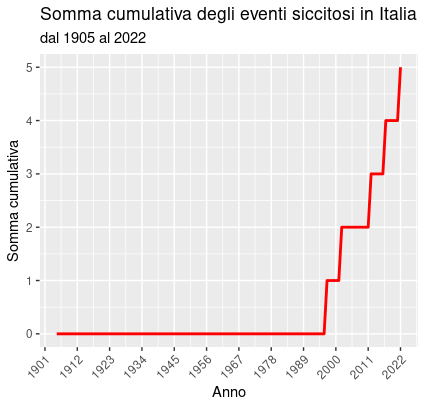
Somma cumulativa degli eventi siccitosi in Italia dal 1905 al 2022

È noto che esiste una relazione negativa tra le temperature massime e la resa dei cereali, e una relazione positiva tra le temperature minime e il contenuto proteico durante i periodi di riempimento dei cereali; ciò comporterà che l'aumento delle temperature dovuto al cambiamento climatico diminuirà la durata della stagione di crescita, accelererà lo sviluppo e la maturazione vegetativa e, in definitiva, influenzerà la resa di molte colture.
Le moderne cultivar di grano sono ottimizzate per condizioni ideali e non sono adatte a condizioni più avverse, il che ha portato a una riduzione della diversità genetica a causa della selezione e della sostituzione delle varietà autoctone. Alcune ricerche hanno dimostrato che i grani antichi siciliani hanno un contenuto proteico più alto, migliori proprietà antiossidanti e una maggiore resistenza alla siccità e ai cambiamenti climatici; ciò è in parte dovuto alla loro maggiore diversità genetica.
Le moderne varietà di grano duro richiedono un uso maggiore di sostanze chimiche come fertilizzanti, erbicidi e antifungini, con un impatto negativo sull'ambiente. 
Il miglioramento genetico del grano duro in Italia iniziò all'inizio del 1900 con Nazareno Strampelli, che sfruttò la variabilità genetica del Mezzogiorno e introdusse varietà autoctone esotiche dal Nord Africa e dall'Asia occidentale.
Tra le varietà autoctone esotiche Strampelli ha attribuito il lignaggio del grano Senatore Cappelli alla landrace tunisina Jean Rathiafh, mentre i recenti sforzi di genotipizzazione hanno confermato la tesi di De Cillis (1927) secondo cui discende questa cultivar dal grano Bidì, una popolazione o landrace che era già stata introdotta in Sicilia ed era comunemente coltivata in tutto il Nord Africa.
La modernizzazione dell'agricoltura ha però portato a un'erosione genetica, con la sostituzione delle varietà autoctone con quelle moderne. Questa riduzione della diversità genetica si è stabilizzata dopo che la sostituzione delle varietà coltivate si è completata.
Per evitare l'erosione genetica negli ultimi anni si sono sviluppate varie tecniche di selezione vegetali come: l'uso di varietà esotiche, varietà di terra e varietà tradizionali nei programmi di riproduzione, programmi di allevamento partecipativo, ibridazione di specie sintetiche e allevamento di piante evolutivo.

### Vantaggi agronomici

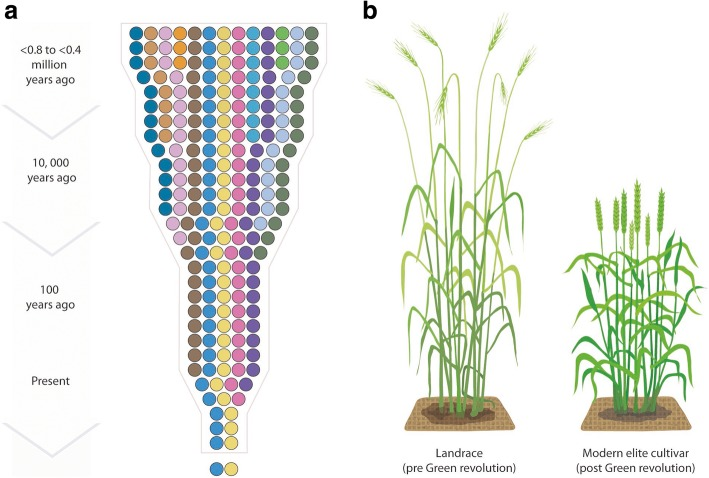
Sviluppo delle colture nel tempo, inclusa a la perdita della diversità attraverso i colli di bottiglia genetici della domesticazione.

Evoluzione varietale dell'altezza

Il lavoro di breeding negli anni ha portato a una grave perdita di variabilità genetica.
Le varietà autoctone e antiche di grano duro siciliano, notoriamente producono meno rispetto le varietà più moderne, però per l'elevata altezza delle piante con questi genotipi antichi può rappresentare un vantaggio in termini di competitività contro le erbe infestanti. Esse sono anche utili per aumentare la diversificazione dei sistemi agricoli, favorendo le coltivazioni in biologico o a basso input tecnologico; mostrando queste varietà, in generale, un'apprezzabile variabilità nelle caratteristiche e nel profilo bio-agronomico e merceologico.
Inoltre, queste “cultivar storiche” o landraces possono evitare l’erosione genetica; esse rappresentano un insieme di importanti risorse genetiche con notevoli caratteristiche biologiche e notevole importanza economica, in quanto sono stati sottoposti a diversi cicli di selezioni artificiali e naturali. Ciò è in ossequio alla nuova politica agricola dell’UE, volta a preservare e promuovere l’agrobiodiversità.
Le varietà autoctone e le antiche varietà, sono utili, inoltre ancora, per approfondire le conoscenze dal punto di vista agronomico al fine di rifocalizzare gli obiettivi delle coltivazioni verso una più attrattiva agricoltura biologica a basso input tecnologico.
La resa e qualità di queste colture è ancora ampiamente dipendente da diversi stress, incluso le malattie causate da batteri, funghi e virus, che hanno un forte impatto sulle produzioni. Lo stato sanitario è il primo passo per proteggere e migliorare la qualità delle collezioni. Tra i virus si ricordano il Barley yellow mosaic virus (BaYMV), il Barley mild mosaic virus (BaMMV), il Soil-borne cereal mosaic virus (SBCMV), il Wheat spindle streak mosaic virus (WSSMV) e l'Oat mosaic virus (OMV).

### Vantaggi nutrizionali

Stemma siciliano con triscele e spighe di grano

I grani antichi, mostrano un migliore contenuto nutrizionale, con minori proprietà reologiche dell'impasto e da un minor volume di pane.
L’evoluzione del grano duro dalle varietà antiche, negli ultimi 2 secoli, a quelle moderne ha comportato un aumento della resa del grano e della forza del glutine, ma una diminuzione della concentrazione proteica del grano, delle vitamine e dei minerali. 
Il contenuto proteico ad esempio è un carattere “quantitativo”, determinato sia da una componente genetica (in quanto diversi geni sono coinvolti nell’espressione del carattere), sia da una componente ambientale, che ne rende lo studio e la determinazione complessa e difficoltosa.
A sua volta la qualità della pasta è migliorata, ma con una diminuzione della sua versatilità.
L'approccio biologico si è dimostrato efficace nel produrre prodotti di alta qualità con un impatto ambientale positivo, molto apprezzato dai consumatori.
Tra i vantaggi nutrizionali dei grani antichi siciliani e non solo siciliani la letteratura scientifica documenta:
- Una maggiore presenza di fibre a basso indice glicemico, che favoriscono un assorbimento lento dello zucchero nel sangue.[1][40][41][42]
- I cereali integrali sono stati associati a un ridotto rischio di cancro del colon-retto e a una migliore salute dell'apparato digerente. Le Linee guida dietetiche 2015-2020 statunitensi raccomandano di mangiare 6 once di cibi a base di cereali ogni giorno, con almeno la metà con cereali integrali.[42][43]
- I grani di antiche varietà mostrano benefici nella sensibilità al glutine non celiaca (NCGS),[44] mentre non sono vantagiosi nella celiachia che è legata a meccanismi di tipo immunitario.[45][46] Inoltre, le proteine del glutine che scatenano la celiachia sono effettivamente espresse a livelli più alti nei cereali moderni mentre le proteine non scatenanti sono espresse meno.[47] In ogni caso l'assunzione di farine prodotte con grani antichi vanno evitate in caso di celiachia confermata.[48]
- Maggiore senso di sazietà prolungato grazie alle fibre, anche perché sono spesso meno raffinati per la macinatura a pietra con cui spesso sono macinati.[1]
- Tempi di lievitazione lunghi che migliorano la maturazione dell'impasto, aumentando la digeribilità.[49]
- Gusto più intenso, persistente e ricco.[39][50]
- Elevato contenuto di proteine e vitamine essenziali come quelle del gruppo B, minerali come magnesio e potassio, fibre e antiossidanti.[42]
- L'uso dei cereali antichi può aiutare a sradicare la fame nel mondo.[51]

### Vantaggi genetici

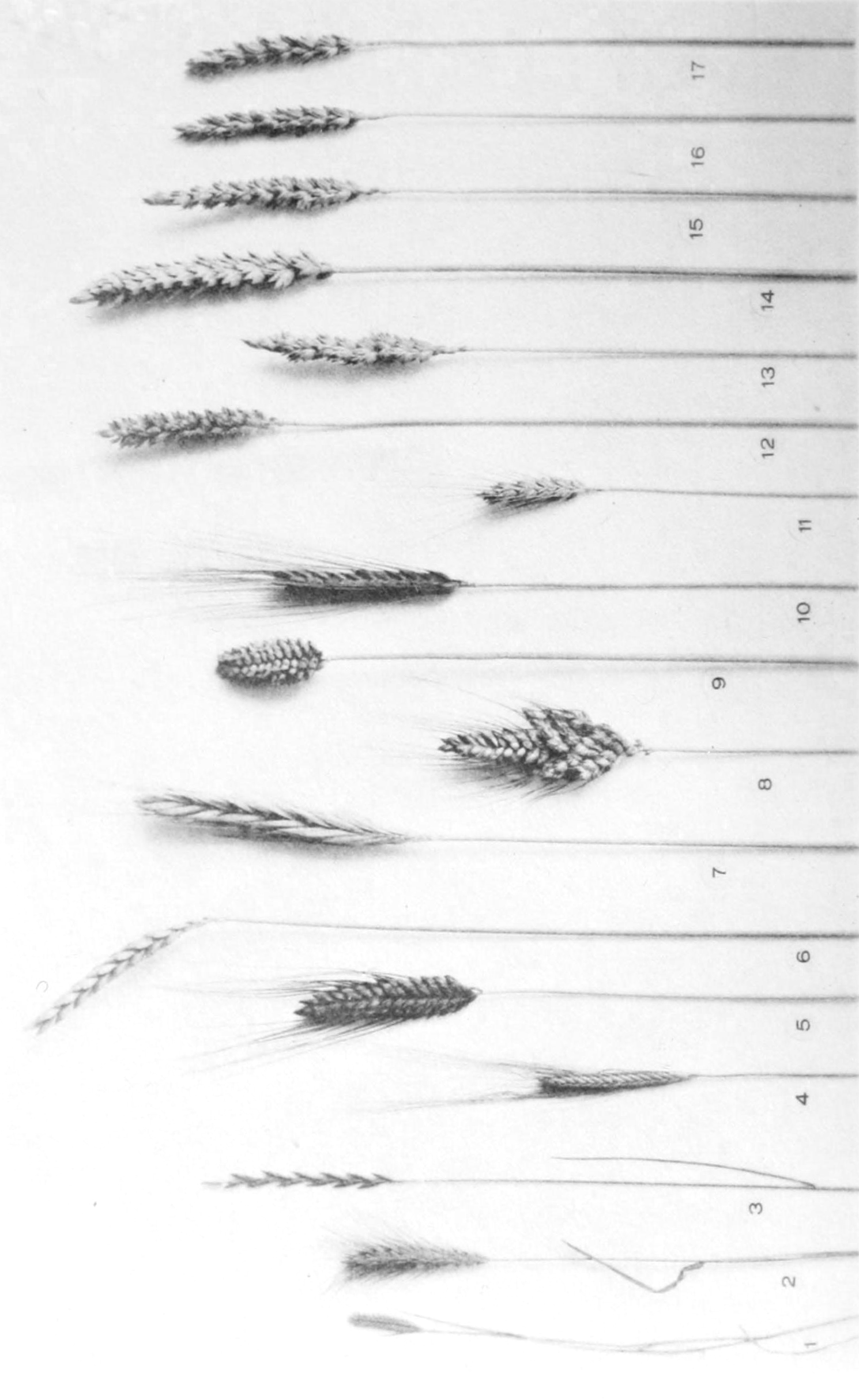
Storiche varietà di grano
(Wheat, Field Museum of Natural History - Chicago, 1922).
n. 1-3 grani coltivati primitivi,
n. 4 Monococco,
n. 5 Farro,
n. 6 Spelta,
n. 7 Polish Wheat,
n. 8 Poulard Wheat,
n. 9 Club Wheat,
n. 10 Durum Wheat,
n. 11 Turkey Wheat,
n. 12 Wilhelmina,
n. 13 Bluestem,
n. 14 Dicklow,
n. 15 Marquis Wheat,
n. 16 Red Fife Wheat,
n. 17 Kitchener Wheat

|  | Triticum monococcum (farro monococco) 2N          |
|  |                                                   |
|  | × Aegilotriticum hybrids (Aegilops x Triticum) 6N |
|  |                                                   |

|  | Triticum timopheevii (zanduri grano) ed altro 4N |
|  | |
|  | \| \| Triticum aestivum (grano tenero) 6N \| \| \| \| \| \| Triticum durum/turgidum (grano duro) 4N \| \| \| \| \| \| Triticum spelta (farro spelta) 6N \| \| \| \| \| \| Triticum turanicum (grano Khorasan) 4N \| \| \| \| \| \| Triticum dicoccum (farro) 4N \| \| \| \| \| \| molte altre specie \| \| \| \| |
|  | |
|  | Triticum aestivum (grano tenero) 6N |
|  | |
|  | Triticum durum/turgidum (grano duro) 4N |
|  | |
|  | Triticum spelta (farro spelta) 6N |
|  | |
|  | Triticum turanicum (grano Khorasan) 4N |
|  | |
|  | Triticum dicoccum (farro) 4N |
|  | |
|  | molte altre specie |
|  | |

|  | Triticum aestivum (grano tenero) 6N     |
|  |                                         |
|  | Triticum durum/turgidum (grano duro) 4N |
|  |                                         |
|  | Triticum spelta (farro spelta) 6N       |
|  |                                         |
|  | Triticum turanicum (grano Khorasan) 4N  |
|  |                                         |
|  | Triticum dicoccum (farro) 4N            |
|  |                                         |
|  | molte altre specie                      |
|  |                                         |

|  | Triticum monococcum (farro monococco) 2N          |
|  |                                                   |
|  | × Aegilotriticum hybrids (Aegilops x Triticum) 6N |
|  |                                                   |

|  | Triticum timopheevii (zanduri grano) ed altro 4N |
|  | |
|  | \| \| Triticum aestivum (grano tenero) 6N \| \| \| \| \| \| Triticum durum/turgidum (grano duro) 4N \| \| \| \| \| \| Triticum spelta (farro spelta) 6N \| \| \| \| \| \| Triticum turanicum (grano Khorasan) 4N \| \| \| \| \| \| Triticum dicoccum (farro) 4N \| \| \| \| \| \| molte altre specie \| \| \| \| |
|  | |
|  | Triticum aestivum (grano tenero) 6N |
|  | |
|  | Triticum durum/turgidum (grano duro) 4N |
|  | |
|  | Triticum spelta (farro spelta) 6N |
|  | |
|  | Triticum turanicum (grano Khorasan) 4N |
|  | |
|  | Triticum dicoccum (farro) 4N |
|  | |
|  | molte altre specie |
|  | |

|  | Triticum aestivum (grano tenero) 6N     |
|  |                                         |
|  | Triticum durum/turgidum (grano duro) 4N |
|  |                                         |
|  | Triticum spelta (farro spelta) 6N       |
|  |                                         |
|  | Triticum turanicum (grano Khorasan) 4N  |
|  |                                         |
|  | Triticum dicoccum (farro) 4N            |
|  |                                         |
|  | molte altre specie                      |
|  |                                         |

|  | Triticum monococcum (farro monococco) 2N          |
|  |                                                   |
|  | × Aegilotriticum hybrids (Aegilops x Triticum) 6N |
|  |                                                   |

|  | Triticum timopheevii (zanduri grano) ed altro 4N |
|  | |
|  | \| \| Triticum aestivum (grano tenero) 6N \| \| \| \| \| \| Triticum durum/turgidum (grano duro) 4N \| \| \| \| \| \| Triticum spelta (farro spelta) 6N \| \| \| \| \| \| Triticum turanicum (grano Khorasan) 4N \| \| \| \| \| \| Triticum dicoccum (farro) 4N \| \| \| \| \| \| molte altre specie \| \| \| \| |
|  | |
|  | Triticum aestivum (grano tenero) 6N |
|  | |
|  | Triticum durum/turgidum (grano duro) 4N |
|  | |
|  | Triticum spelta (farro spelta) 6N |
|  | |
|  | Triticum turanicum (grano Khorasan) 4N |
|  | |
|  | Triticum dicoccum (farro) 4N |
|  | |
|  | molte altre specie |
|  | |

|  | Triticum aestivum (grano tenero) 6N     |
|  |                                         |
|  | Triticum durum/turgidum (grano duro) 4N |
|  |                                         |
|  | Triticum spelta (farro spelta) 6N       |
|  |                                         |
|  | Triticum turanicum (grano Khorasan) 4N  |
|  |                                         |
|  | Triticum dicoccum (farro) 4N            |
|  |                                         |
|  | molte altre specie                      |
|  |                                         |

|  | Triticum monococcum (farro monococco) 2N          |
|  |                                                   |
|  | × Aegilotriticum hybrids (Aegilops x Triticum) 6N |
|  |                                                   |

|  | Triticum timopheevii (zanduri grano) ed altro 4N |
|  | |
|  | \| \| Triticum aestivum (grano tenero) 6N \| \| \| \| \| \| Triticum durum/turgidum (grano duro) 4N \| \| \| \| \| \| Triticum spelta (farro spelta) 6N \| \| \| \| \| \| Triticum turanicum (grano Khorasan) 4N \| \| \| \| \| \| Triticum dicoccum (farro) 4N \| \| \| \| \| \| molte altre specie \| \| \| \| |
|  | |
|  | Triticum aestivum (grano tenero) 6N |
|  | |
|  | Triticum durum/turgidum (grano duro) 4N |
|  | |
|  | Triticum spelta (farro spelta) 6N |
|  | |
|  | Triticum turanicum (grano Khorasan) 4N |
|  | |
|  | Triticum dicoccum (farro) 4N |
|  | |
|  | molte altre specie |
|  | |

|  | Triticum aestivum (grano tenero) 6N     |
|  |                                         |
|  | Triticum durum/turgidum (grano duro) 4N |
|  |                                         |
|  | Triticum spelta (farro spelta) 6N       |
|  |                                         |
|  | Triticum turanicum (grano Khorasan) 4N  |
|  |                                         |
|  | Triticum dicoccum (farro) 4N            |
|  |                                         |
|  | molte altre specie                      |
|  |                                         |

Il grano duro è una specie vegetale correlata con diversi livelli di ploidia offrendo un'alta somiglianza tra i genomi A e B comuni. Questa caratteristica, che consente un flusso genico continuo tra le due specie, può essere sfruttata nei programmi di riproduzione per migliorare i tratti chiave in entrambe le colture.
i grani nelle varietà: T. turgidum ssp. turgidum, ssp. turanicum, ssp. polonicum, ssp. Carthlicum, e ssp. duro, sono tutti inter-fertili e condividono la stessa configurazione genomica AABB.
L'espansione della coltivazione del farro monococco (noto anche come emmer o come farro medio) verso il corridoio transcaucasico ha promosso un'ulteriore'ibridazione naturale delle forme tetraploidi con Egilops tauschii (genoma DD) e l'emergere del grano esaploide (T. aestivum L. ssp. aestivum, genoma AABBDD). 
 
Il genere triticum è ra presentato, seguendo il concetto biologico di specie, in sei specie: due diploidi, due tetraploidi e due esaploidi.

Relazioni filogenetiche

Le varietà autoctone rappresentano un prezioso serbatoio di caratteristiche alleliche importanti; pur avendo le moderne varietà di grano innegabilmente prestazioni agronomiche rilevanti. 
Le diversità genetica in landraces di grano duro siciliano potrebbero rivelarsi utili nell’individuazione di geni/alleli non presenti nel pool genico delle varietà moderne italiane; queste fonti di alleli sono utili da sfruttare per lo sviluppo di nuove varietà mediante l’approccio classico di breeding e/o attraverso l’impiego delle biotecnologie innovative basate sull’editing genomico. Ciò al fine di fruttare la maggiore adattabilità alle condizioni climatiche delle antiche varietà nell’areale di coltivazione italiano.
Inoltre, le moderne cultivar sono state massimizzate per la massima resa in condizioni ottimali, ma esse non hanno tratti adeguati per una tolleranza in condizioni sfavorevoli.
Questo processo di selezione di moderne varietà ha avuto l’effetto di provocare una perdita di variabilità genetica delle specie di grano coltivate. 
Infatti, recenti ricerche indicano come alcuni grani antichi siciliani siano più proteici, con migliori proprietà antiossidanti e più resistenti alla siccità e ai cambiamenti climatici; ciò anche per la presenza in queste varietà "antiche" di una maggiore diversità genetica.
Inoltre, a fronte di una maggiore resa agronomica e di una migliore qualità merceologica le moderne varietà di grano duro richiedono un maggiore apporto di sostanze chimiche (fertilizzanti e/o erbicidi/antifungini/altro), sostanze queste che hanno mostrato un impatto negativo sull’ambiente. Questo ha anche comportato una perdita di variabilità genetica dovuta alla sostituzione di varietà autoctone di grano.
In Italia è stato avviato agli inizi del 1900, con il genetista Nazareno Strampelli, il miglioramento genetico del grano duro e quindi lo sfruttamento della variabilità genetica disponibile nel Mezzogiorno. Inoltre, anche l’introduzione di varietà autoctone esotiche dal Nord Africa e dall’Asia occidentale ha contribuito al mantenimento di un’ampia variabilità genetica all’interno degli ecotipi siciliani.
Al contrario la perdita di variazioni nelle colture dovuta alla modernizzazione dell'agricoltura è stata descritta come erosione genetica. 
Erosione genetica che può essere intesa come la risposta allo scenario più probabile ai cambiamenti della modernizzazione in cearicoltura; la riduzione della diversità genetica è dovuta alla sostituzione delle terre da parte delle moderne cultivar, ma successivamente nessuna ulteriore riduzione si è avuto dopo il completamento della sostituzione delle varietà coltivate.
Una maggiore resilienza delle colture di Triticum può essere trovato all’interno della variabilità genetica ancora presente nelle varietà autoctone e nelle varietà di grano antiche in Sicilia e Calabria.
Al contrario le colture dell’Europa meridionale dopo gli anni 2000 sono state sottoposte a temperature elevate in estate con una siccità precoce e con temperature molto calde in che aumentano il rischio di perdita di rendimento.
In particolare van de Wouw et al, osservano che è stata osservata una significativa riduzione del 6% della diversità genetica nelle varietà di colture negli anni '60 rispetto alla diversità degli anni '50. Questa indicazione però non ha trovato successivamente riscontro mostrando che la perdita allelica o erosione gneetica è dovuta lla sostituzione varietale effettuata per motivi di resa agronomica.
In risposta a questa erosione genetica, la ricerca suggerisce che la resilienza delle colture di grano potrebbe essere mantenuta preservando la variabilità genetica delle varietà autoctone e antiche. La collezione di germoplasma siciliano di Triticum presso la Experimental Sicilian Station (ESS) testimonia l'importanza di conservare questa preziosa risorsa genetica che si è sviluppata ed evoluta nel corso dei secoli nell'ambiente mediterraneo.

## Aree geografiche e varietà
I grani antichi siciliani, e il patrimonio genetico ad essi associato sono un elemento della biodiversità mediterranea, in quanto frutto della selezione fatta dai contadini nei secoli a partire del neolitico.
| Area geografica n. varieta censite | Varietà |
| ---------------------------------- | --- |
| Valli trapanesi n. 12              | Biancolilla,1 Biancuccia,2,3 Cotrone,2 Gigante,2 Giustalisa,2 Margherito/Bidi,2 Russello,2 Scavuzza,2; Timilia,1,2,3 Trentino,3 , Tripolino,2 Tunisina/Jean Rathiafh,2 |
| Sicani e Madonie n. 22             | Biancolilla,1 Biancuccia,2 Bufala rossa e nera corta e lunga,2 Farro lungo,2 Gioia,2; Girgentana,2 Maiorca,2 Maiorcone,2 Margherito/Bidi,2 Niuru,4 Paola,2 Realforte,1,2 Realforte,2 Sammartinara,1,2,3 Scavuzza,2,3 Tangarò,3 Tripolino,2 Timilia,1,2,3 Vallelunga,3 |
| Caronie e Nebrodi n. 12            | Bidì,3 Bufala,3 Capeiti,3 Castiglione,3 Ciciredda/Ntrizzu,3; Grifone, Farro lungo o Perciasacchi3 Realfore,1 Realforte,3 Russia,3 Sammaritano,1 Timilia,1,3 |
| Pelorotinani n. 21                 | Castiglione glabro e pubescente,2 Chiattulidda,2 Ciciredda,2 Cuccitta,1,2 Farro lungo,2 Francesone,2 Maiorca,2 Maiorcone,2 Paola,2 Bufala rossa e nera, Realforte,2 Ruscia,2 Russello,2 Sammartinara,2; Semenzello,2 Sgango o Tinta,3 Timilia,1,2,3 Trentina,2 Tripolino,2 |
| Valle del Belice n. 26             | Barbanera,3 Biancuccia,2 Bivona,2 Cannara,4; Capeiti,3 Castiglione Glabra,2 Chiattulilla,2,3 Francesa,3 Gigante,1,2,3 Gioia,2 Girgentana,2 Giustalisa,2 Grifone,3 Lina,2 Maiorca,2 Maiorcone,2 Pavone,2 Realforte,2,3 Regina,2 Russello,2 Sammartinara,2 Timilia,1,2,3 Tiradritto,3 Trentina,2 Tripolino,2 Vallelunga,3                                                                                          |
| Collina interna n. 32              | Biancolilla,1 Sammartinara,2 Francesa,2 Timilia,1,2 Chiattulidda,2 Trentina,2,3 Biancuccia,2 Realforte,2,3 Martinella,2 Farro lungo,2 Russello,2 Ruscia,2 Lina,2 Vallelunga glabra,2 Vallulunga pubescente,2 Castiglione glabro,2 Tangarò,3 Scorsonera,2 Bufala rossa e nera - corta e lunga,2 Maiorcone,2 Maiorca,2 Garigliano,3 Grifoni,3 Ruscia,3 Tiradritto,3 Regina,2 Tripolino,2 Semenzella,2 Tiradritto,4 |
| Etna e Piana di Catania n. 17      | Margherito,1,2,3 Regina,2 Tripolino,2 Francesa,2 Trentino,2 Timilia,1,2,3 Martinella,2 Russello,2 Ruscia,2 Vallelunga glabra,2 Scorsonera,2 Paola,2 Bufala Nera,2 Bufala lunga,2 Maiorcone,2,3 Romano,2 Farro lunga,2 |
| Iblei n. 25                        | Trentina,1 Preziosa,1 Ruscia,1 Farri,1 Timilia,1,2,3 Tripolino,2 Sammartinara,2 Cannizzara,2 Margherito/Bidì,2,3 Inglesa,2 Urria,2 Realforte,2 Martinella,2 Farro lungo,2 Ruscia,2 Vallulunga glabra,2 Castiglione glabra,2 Scorsonera,2 Maiorca,2 Regina,2 Russello,1,2 Capeiti,3 Castiglione,3 Gigante,2,3 Farro lungo,2                                                                                       |

References: 

(1) - A. Vivona, 1934. La distribuzione geografica dei frumenti coltivati in Sicilia e loro reciproca posizione nella lotta per la conquista delle superfici. Italia Agricola.

(2) - De Cillis U., 1942. I Frumenti Siciliani. Stazjonc Spcrimcntale di Granicoltura per la Sicilia. Catania. Pubblicazione n. 9. 'l ipografia Zuccarello & Izzi: Catania, Italy, 1942; ISBN 88-7751-229-6.

(3) -  Pietro Perrino, Sicilian wheat varieties, in Die Kulturpflanze, 1º gennaio 1983. URL consultato il 22 aprile 2024.

(4) -  Maria Carola Fiore, Sebastiano Blangiforti, Giovanni Preiti, Alfio Spina, Sara Bosi, Ilaria Marotti, Antonio Mauceri, Guglielmo Puccio, Francesco Sunseri e Francesco Mercati, Elucidating the Genetic Relationships on the Original Old Sicilian Triticum Spp. Collection by SNP Genotyping, in International Journal of Molecular Sciences, vol. 23, n. 21, 2 novembre 2022,  p. 13378, DOI:10.3390/ijms232113378, ISSN 1422-0067, PMC 9694989, PMID 36362168.

### Varietà più diffuse

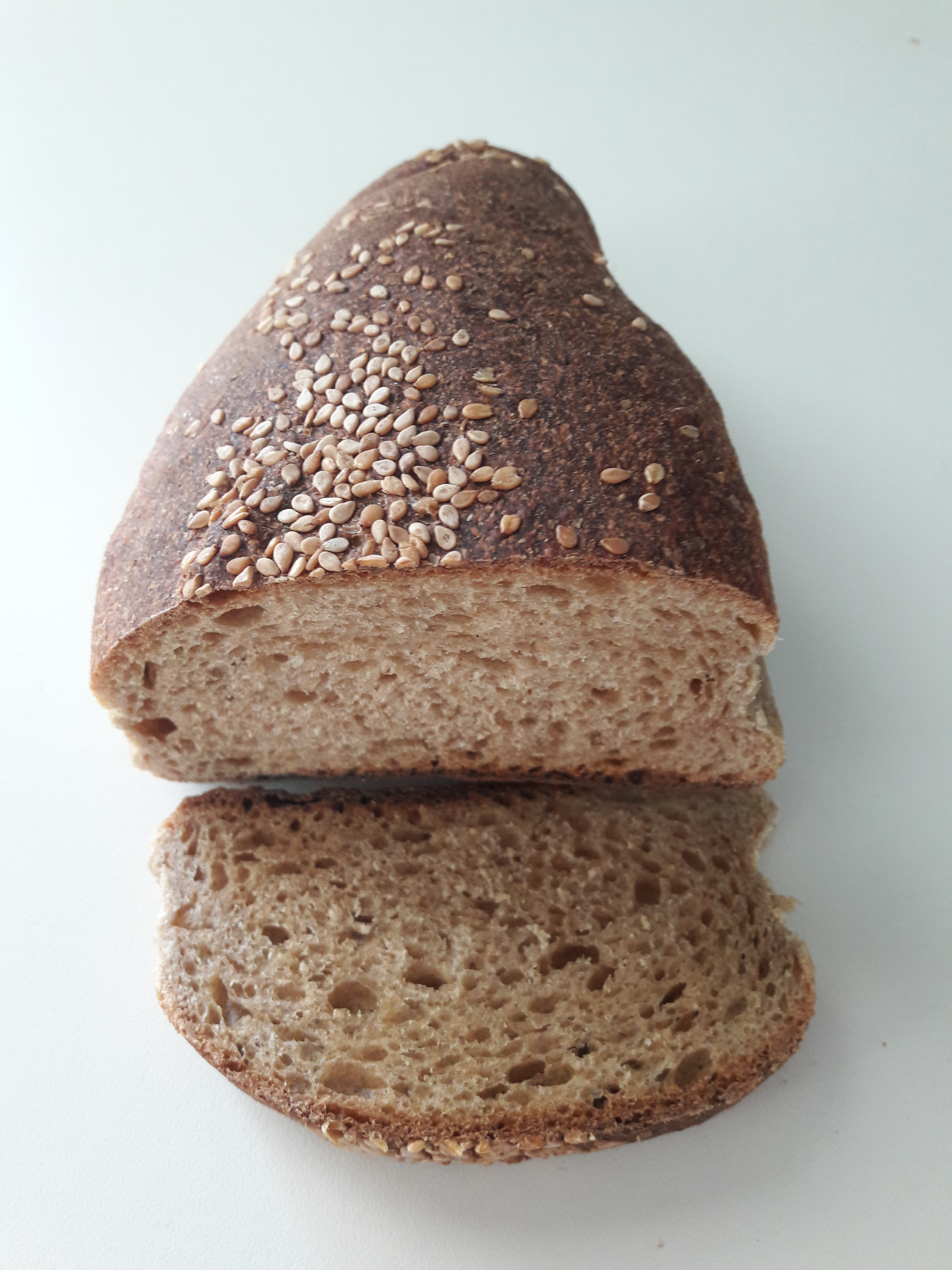
Pane nero di Castelvetrano

Alcune varietà antiche di grano sono maggiormente note e diffuse in Sicilia, tra queste la varietà Timilia è considerata una delle più antiche varietà siciliane di grano duro. Essa oggi è coltivata in tutta la Sicilia e conosciuta con diversi nomi, tra cui Tumminia, Triminia, Diminia e Marzuolo. Questa varietà è ancora utilizzata per produrre circa il 30% del pane tradizionale locale noto come pane nero di Castelvetrano, molto apprezzato dai consumatori. 
De Cillis ha descritto la varietà Russello, che si trova principalmente nell'entroterra collinare di tutta la Sicilia, ad eccezione della provincia occidentale di Trapani.
Oltre a queste due importanti varietà locali, il germoplasma di grano duro siciliano comprende anche altre terre con adattamenti unici, i cui nomi derivano da origini toponimiche o morfologiche. Ad esempio, le tre varietà Bidì, Margherito e Cappelli provengono da una popolazione nordafricana creata da Nazzareno Strampelli nel 1915.
Il grano di rivetto (T. turgidum subsp. turgidum), che comprende varietà chiamate Bufale, si distingue per il suo colore e per la frattura farinosa (più morbida) del nocciolo, un tratto più tipico del grano tenero che del grano duro. Il grano di rivetto è ampiamente coltivato nella catena montuosa della regione Calabria, dove il grano duro è meno comune. Queste varietà mostrano tratti di rusticità che le rendono adatte a crescere in terreni marginali e hanno una buona resistenza alle malattie.
Il Farro lungo (T. turgidum ssp. turanicum, noto anche come Perciasacchi) è stato introdotto in Sicilia all'inizio del XIX secolo. Più tardi, De Cillis lo ha descritto come un tipico grano coltivato in Sicilia.
Oltre ai molti grani duri e tetraploidi, in Sicilia vengono ancora coltivati anche alcuni grani teneri. Tra questi, la varietà Maiorca e Cuccitta sono comuni nelle regioni nord-orientali, mentre il Maiorcone e il Romano sono coltivati principalmente nella pianura di Catania.
Con il Decreto legislativo del 2 febbraio 2021, n. 20 (nuova legge sementiera) Capo VI ‘’Varietà da conservazione, varietà prive di valore intrinseco e sviluppate per la coltivazione in condizioni particolari e miscugli di preservazione’’ (ex Legge 25 novembre 1971, n.1096 + D.L. n. 149 del 29/10/2009+Decreto 17 dicembre 2010), sono stati scelti con iscrizione gratuita 57 Agricoltori custodi (aggiornato al 2022), che custodiscono preservandone la qualità genetica delle 23 varietà di origine siciliana di frumento.

### Annotazioni
1. ↑  Landrace: a volte definita come "razza autoctona", è una varietà locale di una specie animale o vegetale domestica che si è sviluppata in gran parte mediante processi naturali da specie selvatiche, adattandosi all'ambiente naturale e culturale in cui vive, distinta da una razza standardizzata. Una varietà autoctona vegetale può essere definita una "varietà tradizionale"; una varietà autoctona animale può anche essere definita una "razza naturale" o "razza tradizionale".

### Fonti
1. 1 2 3 4   Giulia Ragazzini, Tesi di Laurea: Dieta di sostituzione con alimenti a base di grano khorasan KAMUT® in pazienti affetti da diabete di tipo 2:Valutazione dell’effetto sull’espressione genica in campioni di sangue intero (PDF), su amslaurea.unibo.it, 2016-7,  p. 18.
2. 1 2   Rosella Motzo, Francesco Giunta, Simonetta Fois, Evoluzione varietale e qualità in frumento duro (Triticum turgidum subsp. durum): dalle vecchie popolazioni alle attuali cultivar (PDF), su anisn.it.
3. ↑  Vittorio Tarparelli, Piccolo Almanacco dei Grani Antichi, www.mdcumbria.it p. 12, 44, 50, 51, 53, 66, 67, 69, 71, 89 e 96
4. ↑   Paolo Ruisi, Rosolino Ingraffia, Valeria Urso, Dario Giambalvo, Antonio Alfonzo, Onofrio Corona, Luca Settanni e Alfonso S. Frenda, Influence of grain quality, semolinas and baker’s yeast on bread made from old landraces and modern genotypes of Sicilian durum wheat, in Food Research International, vol. 140, 2021,  p. 110029, DOI:10.1016/j.foodres.2020.110029.
5. ↑   Shewry PR, Do ancient types of wheat have health benefits compared with modern bread wheat?, in J Cereal Sci, vol. 79, gennaio 2018,  pp. 469-476, DOI:10.1016/j.jcs.2017.11.010, PMC 5824670, PMID 29497244.
6. ↑   Enrico V. Perrino, Ancient and modern grains: effects on human health: A first short review, in Research Journal of Ecology and Environmental Sciences, vol. 2, n. 1, 22 marzo 2022,  pp. 21-25, DOI:10.31586/rjees.2022.225, ISSN 2770-5536 (WC · ACNP).
7. ↑   Peter R. Shewry e Sandra Hey, Do “ancient” wheat species differ from modern bread wheat in their contents of bioactive components?, in Journal of Cereal Science, vol. 65, 2015,  pp. 236-243, DOI:10.1016/j.jcs.2015.07.014.
8. ↑   Zingale S, Spina A, Ingrao C, Fallico B, Timpanaro G, Anastasi U, Guarnaccia P, Factors Affecting the Nutritional, Health, and Technological Quality of Durum Wheat for Pasta-Making: A Systematic Literature Review, in Plants (Basel), vol. 12, n. 3, gennaio 2023, DOI:10.3390/plants12030530, PMC 9920027, PMID 36771615.
9. ↑   Coltivazioni: Superfici e produzione - dati in complesso - prov, su dati.istat.it.
10. ↑   Presidente Associazione Simenza, su YouTube, 6 marzo 2024. URL consultato il 23 aprile 2024.
11. ↑  Schipani, E. (2018). Ancient Sicilian Grains: A Valuable Resource for Modern Agriculture and Biodiversity Conservation. Journal of Agriculture and Food Research, 3(2), 56-63.
12. ↑  Zanetti, M., & Brandolini, A. (2013). Ancient Sicilian Wheat: A Review. Journal of Cereal Science, 58(2), 121-127.
13. 1 2   Pietro Perrino, Sicilian wheat varieties, in Die Kulturpflanze, 1º gennaio 1983. URL consultato il 27 aprile 2024.
14. 1 2 3 4 5 6 7 8   Maria Carola Fiore, Sebastiano Blangiforti, Giovanni Preiti, Alfio Spina, Sara Bosi, Ilaria Marotti, Antonio Mauceri, Guglielmo Puccio, Francesco Sunseri e Francesco Mercati, Elucidating the Genetic Relationships on the Original Old Sicilian Triticum Spp. Collection by SNP Genotyping, in International Journal of Molecular Sciences, vol. 23, n. 21, 2 novembre 2022,  p. 13378, DOI:10.3390/ijms232113378, ISSN 1422-0067 (WC · ACNP), PMC 9694989, PMID 36362168.
15. ↑   Valerio Musumeci, Grani antichi, Sicilia prima in Italia: 27 varietà registrate, "ma si fattura poco", su FocuSicilia, 23 dicembre 2022. URL consultato il 23 aprile 2024.
16. ↑   Salvatore L. Cosentino, Emanuele Sanzone, Giorgio Testa, Cristina Patanè, Umberto Anastasi e Danilo Scordia, Does post‐anthesis heat stress affect plant phenology, physiology, grain yield and protein content of durum wheat in a semi‐arid Mediterranean environment?, in Journal of Agronomy and Crop Science, vol. 205, n. 3, 2019,  pp. 309-323, DOI:10.1111/jac.12323, ISSN 0931-2250 (WC · ACNP).
17. ↑   Juan Pablo Renzi, Clarice J. Coyne, Jens Berger, Eric von Wettberg, Matthew Nelson, Soledad Ureta, Fernando Hernández, Petr Smýkal e Jan Brus, How Could the Use of Crop Wild Relatives in Breeding Increase the Adaptation of Crops to Marginal Environments?, in Frontiers in Plant Science, vol. 13, 16 giugno 2022, DOI:10.3389/fpls.2022.886162, ISSN 1664-462X (WC · ACNP), PMC 9243378, PMID 35783966.
18. ↑   Nino Amadore, Grani antichi siciliani, al via l’operazione trasparenza, su Il Sole 24 ORE, 3 maggio 2022. URL consultato il 24 aprile 2024.
19. ↑   I grani antichi siciliani sono più resilienti e proteici dei moderni, su Food&tec, 23 luglio 2021. URL consultato il 24 aprile 2024.
20. ↑   Wenjing Tang, Zhongdong Dong, Lifeng Gao, Xicheng Wang, Tianbao Li, Congwei Sun, Zongli Chu e Dangqun Cui, Genetic diversity and population structure of modern wheat (Triticum aestivum L.) cultivars in Henan Province of China based on SNP markers, in BMC Plant Biology, vol. 23, n. 1, 4 novembre 2023, DOI:10.1186/s12870-023-04537-9, ISSN 1471-2229 (WC · ACNP), PMC 10625233, PMID 37924000.
21. ↑   Bal Krishna Joshi, Krishna Hari Ghimire, Shree Prasad Neupane, Devendra Gauchan e Dejene K. Mengistu, Approaches and Advantages of Increased Crop Genetic Diversity in the Fields, in Diversity, vol. 15, n. 5, 28 aprile 2023,  p. 603, DOI:10.3390/d15050603, ISSN 1424-2818 (WC · ACNP).
22. ↑   G. Tommaso e Scarascia Mugnozza, The contribution of Italian wheat geneticists: From Nazareno Strampelli to Francesco D'Amato, su Semantic Scholar, 2005. URL consultato il 24 aprile 2024.
23. ↑   Donatello Sandroni, di Matteo Giusti, di Dario Del Bene, di Donatello Sandroni e di Lorenzo Pelliconi, Da Strampelli a Report: i 105 anni del Senatore Cappelli, su AgroNotizie, 3 novembre 2020. URL consultato il 24 aprile 2024.
24. ↑   La storia del miglioramento del frumento duro (PDF), su rsr.bio. URL consultato il 24 aprile 2024.
25. ↑   La battaglia del grano (PDF), su rsr.bio. URL consultato il 24 aprile 2024.
26. ↑   In Primo piano, su Dipartimento di Agraria. URL consultato il 24 aprile 2024.
27. ↑   Michele Sollai, The fascist Green Revolution, in PLANTS, PEOPLE, PLANET, 17 maggio 2023, DOI:10.1002/ppp3.10386, ISSN 2572-2611 (WC · ACNP).
28. ↑   Chiara Gallo e di Matteo Giusti, Frumento duro: un solo genoma, infinite possibilità, su AgroNotizie, 31 agosto 2022. URL consultato il 24 aprile 2024.
29. ↑   Giuseppe de Santis, La frontiera del miglioramento genetico dei cereali per l'agricoltura biologica: il materiale eterogeneo, su Rete Semi Rurali, 15 novembre 2017. URL consultato il 24 aprile 2024.
30. ↑   agricoltura.regione.campania.it,  http://www.agricoltura.regione.campania.it/biodiversita/doc/linee-guida.pdf. URL consultato il 24 aprile 2024.
31. ↑   Riccardo Bocci, Dalla monocoltura alla diversità agricola, su Altreconomia, 30 settembre 2023. URL consultato il 24 aprile 2024.
32. ↑  Sica R, Diversità genetica in landraces e cultivar antiche e moderne di frumento duro (Triticum durum Desf.)
33. 1 2   Paolo Guarnaccia et al., Bio-Agronomic and Merceological Features of Sicilian Durum Wheat Landraces and Old Varieties. in Proceedings of the 49th Conference of the ltalial Society ofAgronomy - Bari, Italy, 16-18 September 2020 (PDF), su granicoltura.it. URL consultato il 3 maggio 2024.
34. ↑  Guamaccia P. et al., 2015. Old Sicilian pheat landraces as a tool to optimize organic and low-input farming systems. Proccedings ICC/AISTEC Conlèrence "Grains for feeding the \1 orld" EXPO 2015, Milar (italy), 1-3 July. p.116- 119
35. ↑   Gabriele Bucci, Identificazione di virus presenti nelle landraces di cereali in Italia meridionale (2015) - In: “3° meeting del progetto SaveGraINPuglia: "Biodiversità di leguminose, cereali e foraggere di Puglia: risorse del passato per il futuro"”. Bari, 28-29 settembre 2015., su IBBR/CNR - Istituto di Bioscienze e Biorisorse. URL consultato il 4 maggio 2024.
36. 1 2   Alessio Cappelli e Enrico Cini, Challenges and Opportunities in Wheat Flour, Pasta, Bread, and Bakery Product Production Chains: A Systematic Review of Innovations and Improvement Strategies to Increase Sustainability, Productivity, and Product Quality, in Sustainability, vol. 13, n. 5, 1º marzo 2021,  p. 2608, DOI:10.3390/su13052608, ISSN 2071-1050 (WC · ACNP).
37. ↑  Nigro D. et al., Valorizzazione della variabilità genetica dei frumenti: il progetto “IPERDURUM”
38. ↑   Arzani A, Ashraf M, Cultivated Ancient Wheats (Triticum spp.): A Potential Source of Health-Beneficial Food Products, in Compr Rev Food Sci Food Saf, vol. 16, n. 3, maggio 2017,  pp. 477-488, DOI:10.1111/1541-4337.12262, PMID 33371554.
39. 1 2   Fernández-Canto N, García-Gómez MB, Vázquez-Odériz ML, Lombardero-Fernández M, Pereira-Lorenzo S, Cobos Á, Díaz O, Romero-Rodríguez MÁ, Autochthonous Wheat Grown in Organic and Conventional Systems: Nutritional Quality of Flour and Bread, in Foods, vol. 13, n. 7, aprile 2024, DOI:10.3390/foods13071120, PMC 11012170, PMID 38611424.
40. ↑   J. Salmerón, J. E. Manson, M. J. Stampfer, G. A. Colditz, A. L. Wing e W. C. Willett, Dietary fiber, glycemic load, and risk of non-insulin-dependent diabetes mellitus in women, in JAMA, vol. 277, n. 6, 12 febbraio 1997,  pp. 472-477, DOI:10.1001/jama.1997.03540300040031, ISSN 0098-7484 (WC · ACNP), PMID 9020271.
41. ↑   Supriya Krishnan, Lynn Rosenberg, Martha Singer, Frank B. Hu, Luc Djoussé, L. Adrienne Cupples e Julie R. Palmer, Glycemic Index, Glycemic Load, and Cereal Fiber Intake and Risk of Type 2 Diabetes in US Black Women, in Archives of Internal Medicine, vol. 167, n. 21, 26 novembre 2007,  p. 2304, DOI:10.1001/archinte.167.21.2304, ISSN 0003-9926 (WC · ACNP).
42. 1 2 3   Whole Grains, su The Nutrition Source, 24 gennaio 2014. URL consultato il 24 aprile 2024.
43. ↑   2015-2020 Dietary Guidelines, su health.gov, 1º aprile 2024. URL consultato il 24 aprile 2024 (archiviato dall'url originale il 28 settembre 2022).
44. ↑   Afzal M, Sielaff M, Distler U, Schuppan D, Tenzer S, Longin CF, Reference proteomes of five wheat species as starting point for future design of cultivars with lower allergenic potential, in NPJ Sci Food, vol. 7, n. 1, marzo 2023,  p. 9, DOI:10.1038/s41538-023-00188-0, PMC 10039927, PMID 36966156.
45. ↑   Donald D. Kasarda, Can an Increase in Celiac Disease Be Attributed to an Increase in the Gluten Content of Wheat as a Consequence of Wheat Breeding?, in Journal of Agricultural and Food Chemistry, vol. 61, n. 6, 13 febbraio 2013,  pp. 1155-1159, DOI:10.1021/jf305122s, ISSN 0021-8561 (WC · ACNP), PMC 3573730, PMID 23311690.
46. ↑   Walburga Dieterich, Charlotte Schuster, Paulina Gundel, Katharina A. Scherf, Darina Pronin, Sabrina Geisslitz, Andreas Börner, Markus F. Neurath e Yurdagül Zopf, Proteins from Modern and Ancient Wheat Cultivars: Impact on Immune Cells of Healthy Individuals and Patients with NCGS, in Nutrients, vol. 14, n. 20, 12 ottobre 2022,  p. 4257, DOI:10.3390/nu14204257, ISSN 2072-6643 (WC · ACNP), PMC 9611902, PMID 36296938.
47. ↑   Michel de Lorgeril e Patricia Salen, Gluten and wheat intolerance today: are modern wheat strains involved?, in International Journal of Food Sciences and Nutrition, vol. 65, n. 5, 2014,  pp. 577-581, DOI:10.3109/09637486.2014.886185, ISSN 0963-7486 (WC · ACNP).
48. ↑   Tanja Šuligoj, Armando Gregorini, Mariastella Colomba, H. Julia Ellis e Paul J. Ciclitira, Evaluation of the safety of ancient strains of wheat in coeliac disease reveals heterogeneous small intestinal T cell responses suggestive of coeliac toxicity, in Clinical Nutrition (Edinburgh, Scotland), vol. 32, n. 6, 2013,  pp. 1043-1049, DOI:10.1016/j.clnu.2013.02.003, ISSN 1532-1983 (WC · ACNP), PMID 23465776.
49. ↑   Lattimer JM, Haub MD, Effects of dietary fiber and its components on metabolic health, in Nutrients, vol. 2, n. 12, dicembre 2010,  pp. 1266-89, DOI:10.3390/nu2121266, PMC 3257631, PMID 22254008.
50. ↑   Matteo Lusiani, 8 motivi fondati per scegliere i grani antichi, su AmoreTerra. URL consultato il 28 aprile 2024.
51. ↑   Majzoobi M, Jafarzadeh S, Teimouri S, Ghasemlou M, Hadidi M, Brennan CS, The Role of Ancient Grains in Alleviating Hunger and Malnutrition, in Foods, vol. 12, n. 11, maggio 2023, DOI:10.3390/foods12112213, PMC 10252758, PMID 37297458.
52. ↑   Elisabetta Mazzucotelli, Anna Maria Mastrangelo, Francesca Desiderio, Delfina Barabaschi, Marco Maccaferri, Roberto Tuberosa e Luigi Cattivelli, Gene Flow Between Tetraploid and Hexaploid Wheat for Breeding Innovation, in The Wheat Genome, Cham, Springer International Publishing, 2024,  pp. 135-163, DOI:10.1007/978-3-031-38294-9_8, ISBN 978-3-031-38292-5.
53. ↑   Moshe Feldman e Avraham A. Levy, Triticum L., in Wheat Evolution and Domestication, Cham, Springer International Publishing, 2023,  pp. 365-526, DOI:10.1007/978-3-031-30175-9_10, ISBN 978-3-031-30174-2.
54. ↑   Pasquale De Vita, Orazio Li Destri Nicosia, Franca Nigro, Cristiano Platani, Carmen Riefolo, Natale Di Fonzo e Luigi Cattivelli, Breeding progress in morpho-physiological, agronomical and qualitative traits of durum wheat cultivars released in Italy during the 20th century, in European Journal of Agronomy, vol. 26, n. 1, 2007,  pp. 39-53, DOI:10.1016/j.eja.2006.08.009.
55. ↑   Sangam L. Dwivedi, Salvatore Ceccarelli, Matthew W. Blair, Hari D. Upadhyaya, Ashok K. Are e Rodomiro Ortiz, Landrace Germplasm for Improving Yield and Abiotic Stress Adaptation, in Trends in Plant Science, vol. 21, n. 1, 2016,  pp. 31-42, DOI:10.1016/j.tplants.2015.10.012.
56. ↑   Marta S. Lopes, Ibrahim El-Basyoni, Peter S. Baenziger, Sukhwinder Singh, Conxita Royo, Kursad Ozbek, Husnu Aktas, Emel Ozer, Fatih Ozdemir, Alagu Manickavelu, Tomohiro Ban e Prashant Vikram, Exploiting genetic diversity from landraces in wheat breeding for adaptation to climate change, in Journal of Experimental Botany, vol. 66, n. 12, 2015,  pp. 3477-3486, DOI:10.1093/jxb/erv122, ISSN 0022-0957 (WC · ACNP).
57. 1 2   Simone Landi, Jean-Francois Hausman, Gea Guerriero e Sergio Esposito, Poaceae vs. Abiotic Stress: Focus on Drought and Salt Stress, Recent Insights and Perspectives, in Frontiers in Plant Science, vol. 8, 11 luglio 2017, DOI:10.3389/fpls.2017.01214, ISSN 1664-462X (WC · ACNP), PMC 5504180, PMID 28744298.
58. ↑   Atti-XIII-Convegno-nazionale-sulla-biodiversita-2021.pdf Di Serio E. et al., Analisi della diversità genetica inter- e intra-popolazione di grani antichi siciliani. p.51 (PDF), su naturachevale.it. URL consultato il 4 maggio 2024.
59. ↑   Steven D. Tanksley e Susan R. McCouch, Seed Banks and Molecular Maps: Unlocking Genetic Potential from the Wild, in Science, vol. 277, n. 5329, 22 agosto 1997,  pp. 1063-1066, DOI:10.1126/science.277.5329.1063, ISSN 0036-8075 (WC · ACNP).
60. ↑   Telma de Sousa, Miguel Ribeiro, Carolina Sabença e Gilberto Igrejas, The 10,000-Year Success Story of Wheat!, in Foods, vol. 10, n. 9, 8 settembre 2021,  p. 2124, DOI:10.3390/foods10092124, ISSN 2304-8158 (WC · ACNP), PMC 8467621, PMID 34574233.
61. ↑   Grani antichi: la pasta parla siciliano, su Il Fatto Alimentare, 20 luglio 2016. URL consultato il 23 aprile 2024.
62. 1 2 3 4   “Piccolo Almanacco dei Grani Antichi (PDF), su mdcumbria.it. URL consultato il 23 aprile 2024.
63. ↑   Anthony H. D. Brown, Variation under domestication in plants: 1859 and today, in Philosophical Transactions of the Royal Society B: Biological Sciences, vol. 365, n. 1552, 27 agosto 2010,  pp. 2523-2530, DOI:10.1098/rstb.2010.0006, ISSN 0962-8436 (WC · ACNP), PMC 2935096, PMID 20643742.
64. ↑  Scarascia Mugnozza, G. T. "The contribution of Italian wheat geneticists: from Nazareno Strampelli to Francesco D’Amato." Proc. Int. Congr. In the wake of the double helix: from the green devolution to the gene revolution, Bologna, Italy (2005): 52-75.
65. ↑   Nobuyoshi Watanabe, The occurrence and inheritance of a brittle rachis phenotype in Italian durum wheat cultivars, in Euphytica, vol. 142, n. 3, 2005,  pp. 247-251, DOI:10.1007/s10681-005-1861-3, ISSN 0014-2336 (WC · ACNP).
66. 1 2   Mark van de Wouw, Chris Kik, Theo van Hintum, Rob van Treuren e Bert Visser, Genetic erosion in crops: concept, research results and challenges, in Plant Genetic Resources, vol. 8, n. 1, 2010,  pp. 1-15, DOI:10.1017/S1479262109990062, ISSN 1479-2621 (WC · ACNP).
67. ↑   Giovanni Figliuolo, Mariarosaria Mazzeo e Ivana Greco, Temporal variation of diversity in Italian durum wheat germplasm, in Genetic Resources and Crop Evolution, vol. 54, n. 3, 3 maggio 2007,  pp. 615-626, DOI:10.1007/s10722-006-0019-z, ISSN 0925-9864 (WC · ACNP).
68. ↑   Helena Kahiluoto, Janne Kaseva, Jan Balek, Jørgen E. Olesen, Margarita Ruiz-Ramos, Anne Gobin, Kurt Christian Kersebaum, Jozef Takáč, Francoise Ruget, Roberto Ferrise, Pavol Bezak, Gemma Capellades, Camilla Dibari, Hanna Mäkinen, Claas Nendel, Domenico Ventrella, Alfredo Rodríguez, Marco Bindi e Mirek Trnka, Decline in climate resilience of European wheat, in Proceedings of the National Academy of Sciences, vol. 116, n. 1, 2 gennaio 2019,  pp. 123-128, DOI:10.1073/pnas.1804387115, ISSN 0027-8424 (WC · ACNP), PMC 6320549, PMID 30584094.
69. ↑   Angelos C. Kyratzis, Nikolaos Nikoloudakis e Andreas Katsiotis, Genetic variability in landraces populations and the risk to lose genetic variation. The example of landrace ‘Kyperounda’ and its implications for ex situ conservation, in PLOS ONE, vol. 14, n. 10, 29 ottobre 2019,  p. e0224255, DOI:10.1371/journal.pone.0224255, ISSN 1932-6203 (WC · ACNP), PMC 6818954, PMID 31661501.
70. ↑   Porfiti et al., Variazioni morfo-funzionali di una collezione di frumenti siciliani (PDF), su granicoltura.it, Italus Hortus, 2006,  p. 6.
71. ↑   Mikhail A. Semenov e Peter R. Shewry, Modelling predicts that heat stress, not drought, will increase vulnerability of wheat in Europe, in Scientific Reports, vol. 1, n. 1, 18 agosto 2011, DOI:10.1038/srep00066, ISSN 2045-2322 (WC · ACNP), PMC 3216553, PMID 22355585.
72. 1 2   Mark van de Wouw, Theo van Hintum, Chris Kik, Rob van Treuren e Bert Visser, Genetic diversity trends in twentieth century crop cultivars: a meta analysis, in Theoretical and Applied Genetics, vol. 120, n. 6, 2010,  pp. 1241-1252, DOI:10.1007/s00122-009-1252-6, ISSN 0040-5752 (WC · ACNP), PMC 2839474, PMID 20054521.
73. ↑  Paolo Guarnaccia, Sebastiano Blangiforti, Alfio Spina, Paolo Caruso, Carlo Amato, E. Mattiolo, Umberto Anastasi – 2015 “Old sicilian wheat landraces al a tool to optimize organic ald loe-input farming systems” 10º Convegno AISTEC Grains for feeding the world. Jointly organized with ICC on the occasion of the world Expo Milano, 1-3 july 2015.
74. 1 2   Così Giuseppe Li Rosi sta regalando un futuro alla biodiversità siciliana, su Identità Golose Web: magazine italiano di cucina internazionale!. URL consultato il 22 aprile 2024.
75. ↑   Triticum turgidum subsp. turgidum, su GBIF. URL consultato il 30 aprile 2024.
76. ↑  Venora, Gianfranco, and Sebastiano Blangiforti. I grani antichi siciliani: manuale tecnico per il riconoscimento delle varietà locali dei frumenti siciliani. La Fate Editore, 2017.
77. ↑   Casa Vecchia Società Agricola di Gherpelli SS, su Agricoltori Custodi, 4 febbraio 2021. URL consultato il 2 maggio 2024.
78. ↑   Agenzia ANSA, Cia, bene riconoscimento agricoltori custodi del territorio, su Agenzia ANSA, 21 febbraio 2024. URL consultato il 2 maggio 2024.
79. ↑   Gaetano Mineo, Terrà, su Terrà, 9 marzo 2023. URL consultato il 2 maggio 2024.
80. ↑   CREA-DC sede di Palermo, Caratterizzazione di varietà autoctone siciliane di frumento duro – progetto CA.VA.SI.F.D. Convegno ‘’Grani antichi siciliani’’ – Gioiosa Marea (ME) (PDF), su cna.it. URL consultato il 2 maggio 2024.
81. ↑   Sito Ufficiale - Varietà da conservazione di frumento di origine siciliana iscritte nel registro nazionale, su Regione Siciliana. URL consultato il 3 maggio 2024.
82. ↑   Sito Ufficiale - Elenco delle schede di accertamento dei caratteri distintivi delle varietà già iscritte al registro nazionale - Allegato D, su Regione Siciliana. URL consultato il 3 maggio 2024.

### Testi
- (EN) J.C. Loudon, An encyclopædia of agriculture, 1825. URL consultato il 29 aprile 2024.
- (EN) J. Hogg, Observations on some of the Classical Plants of Sicily, 1834. URL consultato il 29 aprile 2024.
- (EN) The Farmer's Magazine, Rogerson and Tuxford, 1854. URL consultato il 29 aprile 2024.
- (EN) J.P. Byrne, The World of Renaissance Italy: A Daily Life Encyclopedia [2 volumes], Daily Life Encyclopedias, Bloomsbury Publishing, 2017, ISBN 978-1-4408-2960-4. URL consultato il 29 aprile 2024.
- Stazione Consorziale Sperimentale di Granicoltura per la Sicilia - Galleria fotografica delle Varietà Locali di Frumenti Siciliani custodite presso la Stazione Sperimentale di Granicoltura, su Stazione Consorziale Sperimentale di Granicoltura per la Sicilia. URL consultato il 27 aprile 2024.
- Patto di sviluppo territoriale - Il distretto unico regionale dei cereali. 2011 (PDF), su pti.regione.sicilia.it. URL consultato il 29 aprile 2024.
- Umberto Anastasi, et al, “Frumenti antichi” per l’innovazione della filiera cerealicola siciliana (PDF), su granicoltura.it. URL consultato il 29 aprile 2024.
- G. Dugo e C. Crescenti, I grani duri antichi siciliani, 2023, ISBN 978-88-32058-42-0.
- Gianfranco Venora e Sebastiano Blangiforti, I grani antichi siciliani. Manuale tecnico per il riconoscimento delle varietà locali dei frumenti siciliani, 2017, ISBN 978-88-940976-6-5.

### Riviste
- Marcella Mastromatteo, Alessandra Danza, Lucia Lecce, Sara Spinelli, Vincenzo Lampignano, Janine Laverse, Francesco Contò e Matteo Alessandro Del Nobile, Effect of durum wheat varieties on bread quality, in International Journal of Food Science & Technology, vol. 49, n. 1, 2014,  pp. 72-81, DOI:10.1111/ijfs.12276, ISSN 0950-5423 (WC · ACNP).
- Conxita Royo, Fanny Álvaro, Vanessa Martos, Abdelhamid Ramdani, Julio Isidro, Dolors Villegas e Luis F. García del Moral, Genetic changes in durum wheat yield components and associated traits in Italian and Spanish varieties during the 20th century, in Euphytica, vol. 155, n. 1-2, 2007,  pp. 259-270, DOI:10.1007/s10681-006-9327-9, ISSN 0014-2336 (WC · ACNP).
- Puri, Ramesh Raj, et al. "Wheat variety improvement for climate resilience." Asian Journal of Research in Agriculture and Forestry 6.2 (2020): 21-27.
- Luciano Pecetti, Gaetano Boggini e John Gorham, Performance of durum wheat landraces in a Mediterranean environment (eastern Sicily), in Euphytica, vol. 80, n. 3, 1994,  pp. 191-199, DOI:10.1007/BF00039650, ISSN 0014-2336 (WC · ACNP).
- Evolution of durum wheat from Sicilian landraces to improved varieties (PDF), su om.ciheam.org. URL consultato il 29 aprile 2024.
- Fiore, Mercati, Spina, Blangiforti, Venora, Dell’Acqua, Lupini, Preiti, Monti, Pè e Sunseri, High-Throughput Genotype, Morphology, and Quality Traits Evaluation for the Assessment of Genetic Diversity of Wheat Landraces from Sicily, in Plants, vol. 8, n. 5, 30 aprile 2019,  p. 116, DOI:10.3390/plants8050116, ISSN 2223-7747 (WC · ACNP), PMC 6572038, PMID 31052327.
- Helena Kahiluoto, Janne Kaseva, Jan Balek, Jørgen E. Olesen, Margarita Ruiz-Ramos, Anne Gobin, Kurt Christian Kersebaum, Jozef Takáč, Francoise Ruget, Roberto Ferrise, Pavol Bezak, Gemma Capellades, Camilla Dibari, Hanna Mäkinen, Claas Nendel, Domenico Ventrella, Alfredo Rodríguez, Marco Bindi e Mirek Trnka, Decline in climate resilience of European wheat, in Proceedings of the National Academy of Sciences, vol. 116, n. 1, 2 gennaio 2019,  pp. 123-128, DOI:10.1073/pnas.1804387115, ISSN 0027-8424 (WC · ACNP), PMC 6320549, PMID 30584094.
- Marina Mefleh, Paola Conte, Costantino Fadda, Francesco Giunta, Antonio Piga, Georges Hassoun e Rosella Motzo, From ancient to old and modern durum wheat varieties: interaction among cultivar traits, management, and technological quality, in Journal of the Science of Food and Agriculture, vol. 99, n. 5, 30 marzo 2019,  pp. 2059-2067, DOI:10.1002/jsfa.9388, ISSN 0022-5142 (WC · ACNP).
- Martina Ludovica Careddu, Francesco Giunta e Rosella Motzo, Lessons from the Varietal Evolution of Durum Wheat in Italy, in Agronomy, vol. 14, n. 1, 29 dicembre 2023,  p. 87, DOI:10.3390/agronomy14010087, ISSN 2073-4395 (WC · ACNP).
- Marina Mefleh, Paola Conte, Costantino Fadda, Francesco Giunta, Antonio Piga, Georges Hassoun e Rosella Motzo, From ancient to old and modern durum wheat varieties: interaction among cultivar traits, management, and technological quality, in Journal of the Science of Food and Agriculture, vol. 99, n. 5, 30 marzo 2019,  pp. 2059-2067, DOI:10.1002/jsfa.9388, ISSN 0022-5142 (WC · ACNP).
- Paolo Guarnaccia et al., Agronomic Performance And Qualitative Features Of Sicilian Durum Wheats (PDF), su iris.unict.it. URL consultato il 29 aprile 2024.
- Giovanna Visioli, Gianluigi Giannelli, Caterina Agrimonti, Alfio Spina e Gabriella Pasini, Traceability of Sicilian Durum Wheat Landraces and Historical Varieties by High Molecular Weight Glutenins Footprint, in Agronomy, vol. 11, n. 1, 14 gennaio 2021,  p. 143, DOI:10.3390/agronomy11010143, ISSN 2073-4395 (WC · ACNP).
- Jose Miguel Soriano, Dolors Villegas, Maria Jose Aranzana, Luis F. García del Moral e Conxita Royo, Genetic Structure of Modern Durum Wheat Cultivars and Mediterranean Landraces Matches with Their Agronomic Performance, in PLOS ONE, vol. 11, n. 8, 11 agosto 2016,  p. e0160983, DOI:10.1371/journal.pone.0160983, ISSN 1932-6203 (WC · ACNP), PMC 4981446, PMID 27513751.
- Alfio Spina, Paolo Guarnaccia, Michele Canale, Rosalia Sanfilippo, Michele Bizzini, Sebastiano Blangiforti, Silvia Zingale, Angela Roberta Lo Piero, Maria Allegra, Angelo Sicilia, Carmelo Nicotra e Umberto Anastasi, Sicilian Rivet Wheat Landraces: Grain Characteristics and Technological Quality of Flour and Bread, in Plants, vol. 12, n. 14, MDPI AG, 14 luglio 2023,  p. 2641, DOI:10.3390/plants12142641, ISSN 2223-7747 (WC · ACNP).